# Good Rockin' Tonight
Good Rocking Tonight est, à l'origine, une chanson de jump blues sortie en 1947 par son auteur, Roy Brown, qui est reprise ensuite par de nombreux autres artistes, notamment Wynonie Harris et Elvis Presley. La chanson comprend le refrain mémorable, « Well I heard the news, there's good rocking tonight! » (« Eh bien, j'ai entendu les nouvelles, ça va bien "balancer" ce soir ! »). La chanson annonce des éléments du rock 'n' roll.
La version de Wynonie Harris fait partie de la sélection de « 500 chansons qui ont façonné le rock and roll » (500 Songs That Shaped Rock and Roll) établie par le Rock and Roll Hall of Fame en 1995. En 2009, elle reçoit le Grammy Hall of Fame Award.

## Chansons originales
Roy Brown veut d'abord offrir sa chanson à Wynonie Harris, qui la refuse. Il approche ensuite Cecil Gant plus tard la même nuit. Mais après avoir entendu Brown l'interpréter, Gant appelle Jules Braun, le président de De Luxe Records pour que Roy Brown la lui chante au téléphone. Selon Gant, Braun lui aurait dit « Donnez-lui cinquante dollars et ne le laissez pas hors de votre vue ».
Cinq semaines plus tard, Brown enregistre la chanson pour DeLuxe Records. C'est seulement après que la version de Brown ait rencontré un certain succès à La Nouvelle-Orléans que Winonie Harris se décide à la reprendre. La version d'Harris est encore plus énergique que la version originale de Brown, mettant en avant les claquements de mains en rythme du style gospel. Cela a peut-être contribué au plus grand succès dans les charts. L'enregistrement original de Brown est no 13 dans le classement R&B du magazine Billboard, mais celui d'Harris se classe premier et reste  dans le classement pendant la moitié de l'année. Le single de Brown y fait un retour en 1949, avec un pic à la 11e place.
Harris, qui a une réputation de fêtard, oublie parfois les paroles. Sa session d'enregistrement de Good Rockin' Tonight suit largement les paroles originales de Brown, mais à la fin, il remplace la dernière partie par une série de cris rauques faisant "hoy hoy hoy!", une expression communément employée dans les chansons de jump blues de l'époque, remontant à The Honeydripper de Joe Liggins en 1945.
La fin de la chanson est une énumération se rapportant à la musique populaire noire de l'époque, faisant référence à Sweet Lorraine, Sioux City Sue, Sweet Georgia Brown, Caldonia, Elder Brown et Deacon Jones. Tous ces personnages ont figuré en bonne place dans les chansons à succès des années précédentes. La chanson est également réputée pour être la plus réussie à cette date utilisant le mot « rock » non pas comme un euphémisme pour le sexe, mais comme un descriptif pour le style musical, une connexion qui devient de plus en plus claire, en 1954, lorsqu'une version de Good Rockin' Tonight est devenu le second single d'Elvis Presley.
Bien que Brown soit passé à côté du plus gros tube pour cette chanson, ce succès marque le début de sa carrière, dont deux no 1 R&B. En 1949, il  sort Rockin' at Midnight, une suite à Good Rockin' Tonight. Il atteint la 2e place des charts R&B, où il reste pendant un mois.
Singles de Elvis Presley
That’s All Right Milkcow Blues Boogie
Pistes de A Date with Elvis
Baby Let's Play House Is It So Strange

## Version d'Elvis Presley
En 1954, Good Rockin' Tonight devient la deuxième réalisation d'Elvis Presley pour Sun Records, avec I Don't Care if the Sun Don't Shine en face B. Presley et ses musiciens se rapprochent de la version originale de Roy Brown, mais retirent des paroles de la chanson l'énumération de titres datés en faveur d'un système plus simple, plus énergique : We're gonna rock, rock, rock!.
La chanson est utilisée dans le biopic Elvis : Une étoile est née, mettant en vedette Jonathan Rhys-Meyers dans le rôle de Presley ; elle est utilisée pour une scène où il joue au Louisiane Hayride en 1954.

## Autres interprétations
- Carl Perkins , en 1958, sur son album Whole Lotta Shakin.
- Ricky Nelson pour son album éponyme de 1958.
- Link Wray en 1965 sous le nom de Good Rockin' Tonight
- The Doors sous le titre Good Rockin' sur l'album Full Circle en 1972.
- Le groupe Montrose pour leur premier album éponyme en 1973.
- Raul Seixas, à l'âge de 9 ans, sur l'intro de son premier album Krig-ha, Bandolo! en 1973.
- Bruce Springsteen interprète la chanson lors de son Darkness Tour en 1978, généralement en ouverture des concerts. Il la chante également parfois sur le River Tour en 1980-81[9]. Springsteen rejoue la chanson pour la première fois en 27 ans en 2008 sur le Magic Tour.
- Gene Summers dans la compilation The Big Beat Show publiée en France par Big Beat Records en 1981.
- Little Willie Littlefield dans son album Houseparty en 1982.
- Paul McCartney sur l'album Unplugged (The Official Bootleg) en 1991.
- Contraband, sur leur premier album éponyme en 1991.
- Lonnie Lee sur l'album de Don't Look Back en 1993.
- Wes Paul Gerrard intègre cette chanson dans ses performances, souvent en ouverture de sa deuxième partie. Il l'enregistre au studio Sun en 2010 pour son album Manchester to Memphis.
- D'autres artistes encore reprennent la chanson, notamment Buddy Holly, Les Chaussettes Noires, The Treniers, Pat Boone, James Brown, Dread Zeppelin, Commander Cody and His Lost Planet Airmen, Kevin DuBrow, The Honeydrippers et Jerry Lee Lewis[10].

## Adaptation
- Eddy Mitchell adapte Good Rockin'Tonight en 1977, qui en français devient Et la voix d'Elvis (le texte fait allusion à Elvis chantant Good Rocking Tonight), sur l'album La Dernière Séance.